# IC 2347
IC 2347 ist ein Stern im Sternbild Krebs auf der Ekliptik, den der deutsche Astronom Max Wolf am 13. Februar 1901 fälschlich als IC-Objekt beschrieb.